# Poa stuckertii
Poa stuckertii är en gräsart som först beskrevs av Eduard Hackel, och fick sitt nu gällande namn av Parodi. Poa stuckertii ingår i släktet gröen, och familjen gräs. Inga underarter finns listade i Catalogue of Life.